# 林學冠
林學冠（1968年11月29日—），中華民國（臺灣）政治人物，出生於臺中市，畢業於國立中興高中、實踐大學、現進修於東海大學商學院EMBA。曾任臺中市前議員林張久美、林佩樂、林珮涵特別助理，2018年登記參選臺中市東南區議員選舉，並以「理性的力量，擺脫藍綠包袱」為訴求。

## 家庭
父親為林文田，擔任教職曾服務於育英國中，樂善好施，致力社會公益，長期關注身心障礙朋友  ; 母親為林張久美，曾任三屆臺中市議員，深耕臺中市東南區。家中排行老三獨子，擁有五姊妹，父母親曾稱：一萬五千金，形容林家兒女們。二姐林佩樂，1989年曾獲選佳樂中華民國小姐選美亞軍，曾蟬聯兩屆（1998、2002年）臺中市議員 ; 大姐林珮涵，接續蟬聯兩屆（2005、2010年直轄市第一屆）臺中市議員，以勤快問政，母女3人擔任民意代表20餘年。2017年7月18日，父親逝世，家人為紀念林文田其善行典範，母親林張久美於18日公祭時，以其夫名義捐贈一輛復康巴士，盼延續丈夫對社會的愛，照顧更多弱勢，市長林佳龍出席捻香並代表市府受贈，並感謝林文田家人的善舉。

## 外部連結
- 林學冠的Facebook專頁
- 東南服務生-林學冠的Facebook專頁
- 理性的力量－競選宣傳短片
- 于美人偏遠地區弱勢關懷協會 （页面存档备份，存于）